# Omicidio di Pierluigi Torregiani
L'omicidio di Pier Luigi Torregiani fu commesso a Milano il 16 febbraio 1979 durante gli anni di piombo. La vittima era un gioielliere, ucciso in un agguato da tre membri dei Proletari Armati per il Comunismo (Giuseppe Memeo, Sebastiano Masala e Gabriele Grimaldi).

## Storia

### Antefatto
Pier Luigi Torregiani era un gioielliere titolare di un piccolo esercizio nella periferia nord di Milano, in via Mercantini, nel quartiere della "Bovisa". Attivo nella vita pubblica, la sera prima che venisse ucciso aveva partecipato a una cena e premiazione, come sponsor sportivo, del Premio Saracinesca d'argento, assegnato al portiere del Milan Enrico Albertosi. Aveva ricevuto l'Ambrogino d'oro, nella forma dell'Attestato di Civica Benemerenza, dal sindaco Carlo Tognoli, per l'impegno nel sociale e la filantropia, premio concesso poi anche al figlio Alberto in anni successivi; un analogo riconoscimento alla memoria, ma più prestigioso (Medaglia d'oro) sarà proposto nel 2011-12. Malato di tumore polmonare, per curarsi dovette frequentare negli anni precedenti un ospedale milanese dove strinse amicizia con Teresa, vedova con tre figli minorenni, anch'ella malata. Alla morte della donna, Torregiani e la moglie ne adottarono i tre figli: Anna, Marisa e Alberto.

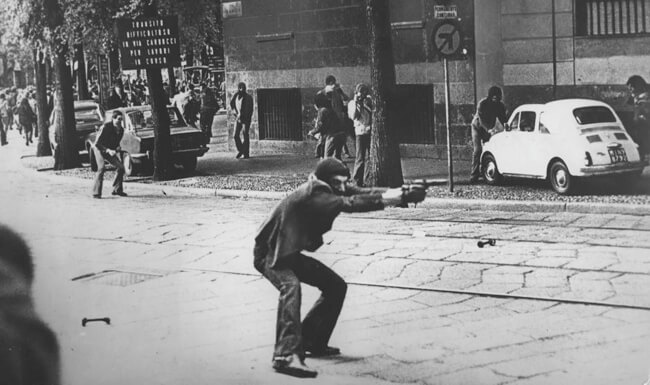
Giuseppe Memeo, uno degli esecutori materiali dell'omicidio di Torregiani, ritratto nella famosa immagine-simbolo degli anni di piombo, scattata da Paolo Pedrizzetti, mentre prende di mira la polizia durante lo scontro di via De Amicis a Milano (1977)

La sera del 22 gennaio 1979, dopo un'esposizione di gioielli presso una televisione privata, Torregiani subì un tentativo di rapina a opera di alcuni malviventi mentre stava cenando in una pizzeria, il ristorante Il Transatlantico, di via Marcello Malpighi insieme a familiari e amici.
Torregiani e uno dei suoi accompagnatori, anch'egli armato, reagirono al tentativo di rapina: nacque una colluttazione con una conseguente sparatoria che causò la morte di uno dei rapinatori, Orazio Daidone, 34 anni e di un avventore, Vincenzo Consoli, commerciante catanese, oltre che il ferimento di altre persone, tra le quali lo stesso Torregiani. Un altro dei clienti rimase ferito. Secondo il figlio i colpi mortali che uccisero Daidone e Consoli non partirono dalla pistola del gioielliere.
Alberto Torregiani sostiene che i PAC scelsero il padre come vittima perché era stato diffamato dalla stampa locale e presentato come "giustiziere" (in un titolo su la Repubblica) e "sceriffo" contro gli "espropriatori proletari": «Non servì a nulla la lettera di rettifica che mio padre mandò alla Notte e a la Repubblica, che lo aveva descritto come un cacciatore di teste a caccia di rapinatori». Gli venne assegnata una scorta, che però il pomeriggio dell'agguato deve lasciarlo per accorrere sul luogo di una rapina.
Secondo Cesare Battisti, membro dei PAC e uno dei condannati, essi consideravano Torregiani, come Lino Sabbadin, che sarebbe stato ucciso lo stesso giorno, come «uomini di estrema destra che praticavano autodifesa, che andavano sempre armati (una specie di milizia)», «giustizieri di estrema destra» e della "controguerriglia", praticante la giustizia sommaria. In seguito, il gioielliere subì diverse minacce.

### L'omicidio

Funerali di Pierluigi Torregiani

Il 16 febbraio successivo, mentre stava aprendo il negozio insieme ai figli, fu vittima di un agguato da parte di un gruppo di fuoco costituito da tre componenti dei Proletari Armati per il Comunismo, Giuseppe Memeo, Gabriele Grimaldi (figlio di Laura Grimaldi) e Sebastiano Masala, intenzionati a vendicare la morte del rapinatore rimasto ucciso nel ristorante. Torregiani tentò una reazione ma fu colpito da Memeo non appena estrasse la sua pistola, dalla quale partì un proiettile che raggiunse il figlio quindicenne Alberto alla colonna vertebrale, rendendolo paraplegico. Torregiani fu finito con un colpo alla testa da Grimaldi, dopodiché i tre terroristi si diedero alla fuga.
Il 5 marzo successivo il gruppo terrorista, con una telefonata anonima a un giornalista di Milano, indicò il luogo dove quest'ultimo avrebbe trovato un comunicato di rivendicazione del fatto nel quale, oltre a dichiararsi estranei al ferimento del figlio di Torregiani, per il quale espressero dispiacere, i terroristi dichiararono che l'azione era tesa a «conquistare l'egemonia politica sulla piccola malavita», altrimenti destinata a finire «…sotto l'egemonia della grande malavita storicamente intrallazzata con il potere del capitale». Questo e il contemporaneo delitto Sabbadin vengono quindi firmati dai Nuclei Comunisti per la Guerriglia Proletaria tramite il volantino lasciato in una cabina telefonica di piazza Cavour a Milano
Dopo l'omicidio furono arrestati i membri dei PAC Sisinnio Bitti e Marco Masala.

## Processo

Processo a Cesare Battisti e altri membri dei PAC (Frosinone, 1981)

Furono condannati come esecutori materiali Giuseppe Memeo (pena cumulativa di 30 anni) e Gabriele Grimaldi, e come concorrente Sebastiano Masala. Per concorso morale, in quanto partecipante alla riunione in cui si decise l'omicidio e quindi come co-ideatore e co-organizzatore vennero condannati Cesare Battisti (13 anni, poi ergastolo in appello per altri omicidi) e altri come Sante Fatone e Luigi Lavazza. Quale mandanti dell'attentato furono riconosciuti i membri del gruppo dirigente dei PAC, tra cui Arrigo Cavallina e Pietro Mutti, che ebbero pene ridotte perché divenuti pentiti: Mutti scontò 8 anni per diversi delitti, Cavallina 12 (dei 22 iniziali), poiché dissociato e poiché venne riconosciuto che lui, assieme a Luigi Bergamin avevano cercato di impedire l'assenso al delitto Torregiani.
Alcuni militanti dei PAC affermarono di aver subito pesanti torture, per far loro rivelare i colpevoli dell'omicidio Torregiani. Battisti ha però anche ribadito che nessuno, nemmeno sotto minaccia o tortura, ha mai fatto il suo nome come esecutore degli omicidi, tranne Pietro Mutti, in cambio di sconti di pena. Mutti fece arrestare per l'omicidio Torregiani anche Sisinnio Bitti, poi risultato non coinvolto (avrà solo una pena minore) e vittima di violenze della polizia, assieme ad altri membri del Collettivo Politico della Barona, un gruppo legato all'Autonomia Operaia, che secondo gli inquirenti era legato ai PAC.
Gli autonomi Sisinnio Bitti, Umberto Lucarelli, Roberto Villa, Gioacchino Vitrani, Annamaria e Michele Fatone (fratelli di Sante Fatone dei PAC, ma non coinvolti) presenteranno esposti all'Autorità Giudiziaria per aver subito violenze dalla polizia. Valerio Evangelisti, scrittore amico di Battisti, riporta che almeno dieci persone avrebbero confessato, sotto tortura, di essere autori materiali dell'omicidio Torregiani. Inoltre, lo stesso avvocato di Battisti non avrebbe potuto costruire una difesa efficace in quanto fu arrestato perché accusato di complicità con i suoi assistiti. Battisti venne difeso da un avvocato d'ufficio. Tra i testimoni a carico di alcuni imputati dei PAC ci furono anche una ragazzina di quindici anni, Rita Vitrani, indotta a deporre contro lo zio Sante Fatone, e dichiarata psicolabile dai periti; fu poi temporaneamente arrestata assieme al fratello nel 1984, durante la cattura e il ferimento di Fatone. Un altro testimone, Walter Andreatta, cadde in stato confusionale e fu definito “squilibrato” e vittima di crisi depressive gravi dagli stessi periti del tribunale. Se Battisti si dichiarò innocente, Memeo, Grimaldi e Masala si assunsero la responsabilità del delitto Torregiani e non ritrattarono mai.

## Conseguenze

### Omicidio di Andrea Campagna
Il 19 aprile 1979 a Milano, venne assassinato Andrea Campagna, agente della DIGOS che aveva partecipato ai primi arresti legati al caso Torregiani in qualità di autista, ed era apparso in televisione accanto ad alcuni membri dei PAC e dell'Autonomia Operaia appena arrestati: il delitto fu rivendicato sia dai PAC sia da altri gruppi terroristici, per cui i PAC intervennero con una seconda telefonata di rivendicazione in cui Campagna viene definito «torturatore di proletari», in seguito proprio alla sua partecipazione alle indagini sul delitto Torregiani. L'omicidio fu eseguito con diversi colpi d'arma da fuoco al volto, di cui fu riconosciuto Cesare Battisti, arrestato poco dopo, come esecutore materiale.

### La latitanza di Battisti
Cesare Battisti, detenuto nel carcere di Frosinone, riuscì a evadere e fuggire a Puerto Escondido, riparando poi in Francia. Dopo molti anni passati in libertà, inizialmente come latitante e poi, in ragione della cosiddetta "dottrina Mitterrand", a piede libero, lasciò la Francia e fu arrestato nel 2007 in Brasile, che il 13 gennaio 2009 gli riconobbe lo status di rifugiato politico, cosa che, due mesi più tardi, preannunciò anche nei riguardi dell'ex terrorista di estrema destra dei NAR Luigi Bragaglia (dal 1977 lì rifugiato), in entrambi i casi con le motivazioni che i due ricercati andrebbero incontro a «persecuzioni politiche» e che l'Italia avrebbe «aggredito la sovranità del Brasile».

Alberto Torregiani, ferito nel conflitto a fuoco seguito all'attentato, testimonia al processo.

La latitanza dei condannati, in particolare di Cesare Battisti, giunse in anni più recenti all'attenzione dell'opinione pubblica, e per opposte ragioni, sia per iniziativa dei familiari delle vittime che degli intellettuali e del mondo della cultura: mentre questi ultimi nel 2004 si fecero attori di un appello contro l'estradizione di Battisti adducendo come motivazione principale che la condanna sarebbe solo «una vendetta postuma» e invocando altresì una «soluzione politica» che passasse tramite un'amnistia condizionata al risarcimento delle vittime superstiti, i familiari delle vittime hanno sempre denunciato i ritardi delle istituzioni italiane nel rendere loro giustizia.
Il ministero della Giustizia italiano chiese al Brasile l'estradizione di Battisti, nel frattempo divenuto scrittore di successo; tuttavia, alla fine del 2010, giunse da Brasilia il veto da parte del presidente uscente Luiz Inácio Lula da Silva, in accoglimento della richiesta dell'Avvocatura di Stato brasiliana, la quale aveva espresso parere sfavorevole al rientro in Italia di Battisti; reazioni negative a tale diniego giunsero sia dal governo italiano che dal figlio di Torregiani.
Al riguardo, anche il presidente della repubblica Napolitano, che già nel 2009 aveva espresso le sue perplessità circa la concessione dello status di rifugiato politico a Battisti, si dichiarò «deluso e contrariato» per la mancata estradizione, definendo «incomprensibile» la decisione di Lula.
L'8 giugno 2011, infine, la Corte Suprema del Brasile, con una maggioranza di 6 giudici a 3, dichiarò Battisti non estradabile e ne stabilì la definitiva scarcerazione.
Alberto Torregiani, che ha anche avuto una breve carriera politica nel partito Fratelli d'Italia - Alleanza Nazionale, ha dichiarato nel 2015 di voler chiedere il risarcimento danni allo Stato italiano, anziché a Battisti, vista la mancata estradizione.
La latitanza di Cesare Battisti si conclude nel 2019 quando viene arrestato e ricondotto il 14 gennaio dalla Bolivia in Italia, dove viene imprigionato per scontare la pena dell'ergastolo.

## Film sull'evento
- Ero in guerra ma non lo sapevo, regia di Fabio Resinaro (2022)